# Willy Gervin
Willy Gervin (n. 28 noiembrie 1903, Copenhaga, Danemarca – d. 8 iulie 1951, Roskilde, regiunea Sjælland, Danemarca) a fost un ciclist de performanță ce a reprezentat Danemarca, medaliat olimpic. A participat la o ediție a Jocurilor Olimpice (1932) în care a câștigat o medalie de bronz.

## Participări
Lista de mai jos prezintă principalele competiții la care a participat Willy Gervin de-a lungul carierei.
- cycling at the 1932 Summer Olympics – men's tandem[*]